# جیمی هیولت
جـِـیمی هیولت (انگلیسی: Jamie Hewlett؛ زادهٔ ۳ آوریل ۱۹۶۸) یک تصویرگر، نویسنده، کارگردان فیلم، ترانه‌سرا، طراح گرافیک، و پویانما اهل بریتانیا است.
او یکی از دو خالق کتاب کمیک دختر تانکی و گروه موسیقی مجازی گوریلاز است.